# Alexander Hirschfeld
Alexander Hirschfeld (* 28. Februar 1892 in Bergisch Neukirchen; † 21. September 1974) war ein deutscher Politiker und Verwaltungsbeamter (DNVP, EVD, NSDAP, DKP-DRP bzw. Nationale Rechte, FDP).

## Leben und Beruf
Alexander Hirschfeld, der evangelischen Glaubens war, besuchte die Oberrealschule und die Hochschule für kommunale Verwaltung Düsseldorf, an der er das Verwaltungsdiplom erhielt. Von 1920 bis 1925 war er wissenschaftlicher Hilfsarbeiter bei Amt und Stadt Lippspringe. Von 1946 an war er nebenamtlicher Lehrer an der Südwestfälischen Gemeindeverwaltung und Sparkassenschule Hagen. Er wirkte als Leiter der Zweigstelle in Siegen/Weidenau. Von 1939 bis 1943 war er Mitglied des Verwaltungsrates der Landesbank Westfalen. Hirschfeld war Kriegsteilnehmer beider Weltkriege.

## Politik
Alexander Hirschfeld war vor 1933 Mitglied der Deutschnationalen Volkspartei (DNVP) und des EVD. Von 1928 bis 1934 war er Vorstandsmitglied des Bezirkstages Arnsberg im Landgemeindetag Westfalen. Von 1925 bis 1946 wirkte er als Amtsbürgermeister in Weidenau/Sieg. Am 30. Juli 1937 beantragte er die Aufnahme in die NSDAP und wurde rückwirkend zum 1. Mai desselben Jahres aufgenommen (Mitgliedsnummer 5.248.411). 1938 wurde er auf Vorschlag des NSDAP-Kreisleiters auf weitere zwölf Jahre wiedergewählt. Der Kreisleiter erklärte zu wissen, dass Hirschfeld „in seinem Inneren fühle, daß man den Nationalsozialismus aus ganzem Herzen bejahren müsse“, und der Gewählte bekundete, er preise sich glücklich, dass bei aller Wertschätzung er „dazu noch am Tage des Geburtstages des Führers“ wiedergewählt worden sei.
1947 wurde er Mitglied der DKP-DRP, deren Kreisvorsitzender in Siegen er seit 1948 war. Als sich große Teile der DKP-DRP, unter anderem der niedersächsische Landesverband unter Adolf von Thadden, mit der Nationaldemokratischen Partei im Januar 1950 zur Deutschen Reichspartei zusammenschlossen, gehörte Hirschfeld zur Gruppe um den Parteivorsitzenden Hermann Klingspor, die die Partei unter dem Namen „Nationale Rechte“ weiterführte. Im Rahmen eines Wahlbündnisses mit der FDP kandidierte Hirschfeld ebenso wie andere NR-Mitglieder 1950 auf der FDP-Liste für den Landtages von Nordrhein-Westfalen. Zunächst nicht gewählt, rückte er am 11. Juni 1951 für den ausgeschiedenen FDP-Abgeordneten Hanns Linhardt in den Landtag nach. Seit November 1952 gehörte er auch dem Kreistag des Kreises Siegen an. Nach dem endgültigen Zerfall der Nationalen Rechten trat er im Januar 1954 der FDP bei und wurde bereits im September des Jahres deren Siegener Kreis- und Fraktionsvorsitzender. Im selben Jahr wurde er auch erneut in den Landtag gewählt. Seit 1955 war er zum Vorstandsmitglied des Nordrhein-Westfälischen Städtebundes. Bei der Landtagswahl 1958 verpasste er zunächst die Wiederwahl in den Landtag, rückte aber am 29. September 1961 für Alfred Ollesch nach, der in den Deutschen Bundestag gewählt worden war. Mit Ablauf der Wahlperiode 1962 schied er dann endgültig aus dem Landtag aus. Nachdem er 1963 auch nicht mehr als Kreisvorsitzender der FDP in Siegen kandidierte, wurde er zu deren Ehrenvorsitzendem gewählt.